# Глубокое (Глобинский район)
Глубо́кое (укр. Глибоке) — село,
Заможненский сельский совет,
Глобинский район,
Полтавская область,
Украина.
Село указано на трехверстовке Полтавской области. Военно-топографическая карта.1869 года как хутор Глубокий
Код КОАТУУ — 5320682502. Население по переписи 2001 года составляло 88 человек.

## Географическое положение
Село Глубокое находится в 1-м км от правого берега реки Псёл,
выше по течению на расстоянии в 0,5 км расположено село Глубокая Долина (Козельщинский район),
ниже по течению на расстоянии в 1 км расположено село Заможное.